# Réformes Hartz
Pour les articles homonymes, voir Hartz.
 (avril 2021).
Les réformes Hartz (ou la réforme Hartz) sont les réformes du marché du travail qui ont eu lieu en Allemagne, entre 2003 et 2005, sous le mandat du chancelier Gerhard Schröder (SPD). L'inspirateur de ces réformes, Peter Hartz, était le directeur du personnel de Volkswagen, où il négocia des accords sur la flexibilité des horaires.
Elles ont pour but de renforcer la lutte contre le chômage volontaire et d'améliorer le retour en activité des bénéficiaires d'allocations. Ces réformes controversées visent officiellement à adapter le droit (du travail, fiscal) allemand à la nouvelle donne économique dans le secteur des services.
Les réformes Hartz se sont déclinées en quatre séries de lois,,:
- Hartz I (janvier 2003) a facilité la formation des demandeurs d'emploi et le reclassement des chômeurs, avec la création par exemple des Personal Service Agenturen (PSA), agences d'intérim rattachées aux agences du service public de l'emploi. Cette loi a également renforcé le régime de droits et devoirs des demandeurs d'emploi dans leur recherche d'emploi : en particulier, la charge de la preuve incombe dorénavant au demandeur d'emploi en cas de refus d'une offre d'emploi, c'est-à-dire qu'il doit prouver lui-même le caractère non acceptable de l'emploi. Enfin, la loi a étendu les possibilités de recours au travail temporaire en supprimant la durée maximale de mission (qui était de 24 mois auparavant) et en ouvrant des possibilités de dérogation à l'obligation d'égalité de traitement et de rémunération entre intérimaires et salariés permanents.
- Hartz II (avril 2003) a essentiellement créé une nouvelle aide facilitant la création d'entreprise par les chômeurs (IchAG, fusionnée en 2006 avec l'allocation de transition -Überbrückungsgeld- en un nouveau programme : Gründungszuschuss) et élargi la gamme des emplois dits « marginaux » (mini-job et midi-job).
- Hartz III (janvier 2004) a réformé le service public de l'emploi, dorénavant nommé Bundesagentur für Arbeit (BA) par une modification des structures de pilotage au niveau fédéral, une plus grande autonomie locale et une réorganisation des agences afin d'augmenter le taux d'encadrement des demandeurs d'emploi. Elle a également organisé la fusion des dispositifs de contrats aidés ABM (Arbeitsbeschaffungsmaßnahmen, mesures d'aides à l'emploi) et SAM (Strukturanpassungsmaßnahmen, programme d'adaptation des structures) et réduit leur durée maximale. En outre, les conditions d'indemnisation du régime d'assurance chômage ont été durcies : la période d'affiliation minimale requise est passée de 12 mois dans les trois années précédant l'inscription à 12 mois dans les deux ans.
- Hartz IV (janvier 2005) a rationalisé deux dispositifs proches : l'assistance chômage (Arbeitslosenhilfe), qui était une allocation réservée aux chômeurs en fin de droits et proportionnelle à leur salaire de référence et l'aide sociale, dispositif d'assistance forfaitaire qui visait à lutter contre la pauvreté en garantissant un revenu minimum. La loi Hartz IV a supprimé le régime d'assistance chômage, revalorisé l'aide sociale (Arbeitslosengeld II) et l'a conditionnée à la signature d'un contrat d'insertion avec l'agence pour l'emploi ou le service communal. Les chômeurs en fin de droits ont ainsi vu leur situation financière considérablement dégradée. Cette loi a également créé un nouveau dispositif d'insertion dans le secteur non marchand (ein-euro-jobs) : le bénéficiaire continue de percevoir son allocation en plus d'une « compensation » d'au moins un euro de l'heure pour un travail d'utilité publique.

Elles sont qualifiées de « césure sans doute la plus importante dans l'histoire de l'État social allemand depuis Bismarck » par une formule de Christoph Butterwegge (de), chercheur en sciences sociales à l'université de Cologne.
Les réformes Hartz, controversées lors de leur implémentation, sont, à la fin des années 2010, considérées comme un véritable succès par de nombreux économistes de droite[Qui ?],. Elles sont en revanche très impopulaires auprès de la population, au point qu’aucun parti ne s’en réclame, pas même le SPD.

## Contexte
- Si vous ne connaissez pas le sujet, laissez ce bandeau (vous pouvez alors contacter les auteurs).
- Si vous supprimez le contenu mis en cause (vous pouvez préalablement contacter les auteurs),

argumentez précisément cette suppression dans la page de discussion
(un manque de référence n'est pas un argument ; une recherche réelle de référence doit avoir été effectuée, être formellement documentée).
Tout au long des années 1990 et au début des années 2000, le pays a connu une croissance « molle », inférieure à la moyenne de la croissance de la zone euro, allant jusqu'à entraîner sa qualification d'« homme malade de l'Europe ». Certains événements historiques, dont la réunification allemande en octobre 1990 et l’explosion de la bulle internet au début des années 2000, ont pu expliquer le caractère atone de cette croissance.
L’économie allemande a également vu croître son taux de chômage de 8,3 % à 11,3 %, plus rapidement que dans le reste des pays européens.
L’incapacité de l’Allemagne à endiguer la montée du chômage lors des phases de croissance peut s’expliquer par la structure de son marché de l’emploi :
- La rigidité de son marché du travail rendait les salaires fixes et difficilement ajustables, et il était très difficile pour un employeur de licencier un salarié. La structure du contrat à durée indéterminée allemand ne permettait pas d’avoir un salaire et un emploi en phase avec la conjoncture économique.
- Les salaires ont augmenté plus vite que la productivité, marquant particulièrement l’industrie manufacturière, et contribuant à faire baisser la compétitivité de l’Allemagne.
- Des allocations chômage trop importantes n’avaient qu’un faible effet incitatif au retour à l’emploi. Le versement de ces allocations chômage allait donc à l’encontre de la création d’emplois, et en particulier pour les emplois à bas salaire.
- Les revenus de transfert étant financés par l’impôt, les prélèvements fiscaux sont restés à des niveaux très hauts au regard des autres pays, freinant l’entrée des investissements directs étrangers (IDE) en Allemagne, et poussant l’investissement à la baisse, réduisant potentiellement le développement d’entreprises.

Le gouvernement de Gerhard Schröder a donc cherché à résoudre les problèmes de croissance, de perte de compétitivité et d’emplois, en mettant en place un ensemble de mesures regroupées sous le nom « d’agenda 2010 ». Celles-ci se concentrent sur trois axes, elles visent principalement à réformer, le marché du travail, le système de protection sociale et le système fiscal. Ainsi, la grande majorité des réformes qui ont été menées ont modifié la réglementation du travail et ce sont ces réformes que l’on nomme dans leurs globalités les lois Hartz.
Les réformes Hartz (ou la réforme Hartz) sont les réformes du marché du travail qui ont eu lieu en Allemagne, entre 2003 et 2005, sous le mandat du chancelier Gerhard Schröder (SPD). L'inspirateur de ces réformes, Peter Hartz, était le directeur du personnel de Volkswagen, où il négocia des accords sur la flexibilité des horaires. Il réussit ainsi à éviter au début des années 1990 30 000 licenciements en imposant aux salariés la semaine de 4 jours avec une baisse de 20 % de leur temps de travail et une baisse de 15 % de leur salaire. En 2001, avec le programme « 5 000 x 5 000 », il fait embaucher 5 000 personnes pour un salaire de 5 000 DM mensuels (soit 2 556 euros) et des horaires pouvant aller jusqu'à 48 hpar semaine, provoquant ainsi une rupture puisque ces salaires étaient de 20 % moindre qu'à l'habitude mais il est loué pour avoir réussi ces embauches dans un contexte de fort chômage.
Elles ont pour but de renforcer la lutte contre le chômage volontaire et d'améliorer le retour en activité des bénéficiaires d'allocations. Ces réformes controversées, officiellement, visent à adapter le droit (du travail, fiscal) allemand à la nouvelle donne économique dans le secteur des services.
Elles ont été mises en place progressivement, sous la forme de quatre lois, mais la plus importante et la plus impopulaire est la loi Hartz IV.

## Loi Hartz I
Depuis la mise en place de Hartz 1 au 1er janvier 2003, tous les individus qui savent que leur licenciement est imminent se trouvent dans l’obligation de s’inscrire à l’avance à l’agence pour l’emploi. D’autres mesures ont été mises en place pour faire en sorte que le salarié récemment licencié retrouve un travail le plus vite possible et si possible, sans faire appel à l’assurance chômage. Ainsi, l’employeur qui licencie un salarié, se doit de l’informer des obligations légales qui lui incomberont en tant que chômeur. De plus, l’employeur doit « libérer » le salarié en situation de licenciement imminent afin de lui permettre de rechercher un emploi ou de se former.

### La création desPersonal Service Agenturen
Dans le but d’améliorer l’efficacité du placement des chômeurs, la réforme Hartz 1 a amené toutes les agences pour l’emploi à créer des agences de services personnels (Personal Service Agenturen). Ce sont de nouvelles agences d’intérim au statut privé ou mixte qui sont rattachées au service public. Leurs missions sont de réinsérer par le biais de l’intérim et de manière durable, les chômeurs que l’agence fédérale pour l’emploi n’a pas réussi à « placer ».  Elles sont donc chargées d’encadrer ces chômeurs et de les former si besoin. Les réformes Hartz se sont inscrites dans une logique de libéralisation du travail intermédiaire. En conséquence, les règles qui s’appliquaient à l’intérim ont pour beaucoup été supprimées ou du moins assouplies. Seules les règles de base n’ont pas été modifiées, comme l’obtention d’une licence

### Redéfinition de l’emploi acceptable (zumutbar)
Avant les réformes Hartz, il incombait aux services de l’emploi de démontrer que les offres d’emplois proposées aux chômeurs étaient acceptables. Depuis la mise en place de ces réformes, tous les emplois sont désormais qualifiés d’acceptables et c’est maintenant aux chômeurs de démontrer le caractère inacceptable des emplois qui leur sont proposés. De plus, les bénéficiaires de l’allocation chômage ne peuvent pas refuser une proposition d’emploi si celle-ci coïncide à leur propre expérience, à leur formation ou à leur ancien salaire.
Néanmoins, l’obligation pour un chômeur d’accepter un emploi n’est pas valable si cet emploi ne correspond pas aux capacités et à l’état de santé de l’individu. De plus, il n’y a pas d’obligation d’accepter l’emploi si celui-ci vient compliquer la réinsertion de l’individu dans les activités qu’il exerçait jusqu’alors. Si l’on estime que l’éducation des enfants peut être affectée négativement et d’une manière trop importante par l’emploi, alors il n’y a pas d’obligation.

### Acceptabilité du salaire
L’une des réformes apportée par Hartz 1 a été de durcir progressivement tout au long de la période de chômage les conditions d’acceptabilité de l’emploi. En effet, au cours des trois premiers mois de chômage, l’individu peut refuser un emploi dont la rémunération est inférieure à 80 % de son ancien salaire. Au bout de 6 mois de chômage, le seuil d’acceptabilité de l’emploi passe à 70 %, autrement dit, un demandeur d’emploi ne peut pas refuser un emploi pour lequel la rémunération de celui-ci est supérieure à 70 % de celle de son emploi précédent. Une fois cette période de 6 mois dépassée, les chômeurs se voient dans l’obligation d’accepter toute offre de travail à condition que le salaire de celle-ci soit supérieur au montant de l’allocation chômage perçue par l’individu (comprise entre 60 et 67 % de son ancien salaire).
Après l’application des lois Hartz, la jurisprudence allemande a jugé que des emplois dont le salaire représentait 70 % de la tarification effective (ou salaire négocié collectivement) étaient acceptables, et ce, même si celui-ci ne permettait pas aux individus de subvenir entièrement à leurs besoins primaires.
Dans un contexte de fort taux de chômage, les réformes Schröder ont pour effet de tirer les salaires vers le bas.

### Acceptabilité de la mobilité
Les réformes de Hartz 1 sont aussi marquées par un durcissement des « conditions » de mobilité. Désormais, toute offre de travail qui demande au chômeur un temps de déplacement entre le lieu de travail et le domicile n’excédant pas 2 h et 30 minutes par jour, doit obligatoirement être acceptée. De plus, ce durcissement est encore plus marqué pour les célibataires, car ils ne bénéficient pas d’un « seuil limite » de mobilité. Ainsi, au-delà de 4 mois, ils peuvent se retrouver dans l’obligation de déménager pour une proposition d’emploi « acceptable ».

### Acceptabilité de l’emploi pour l’assistance chômage
L’individu bénéficiant de cette aide se doit d’accepter n’importe quel travail acceptable, même si celui-ci est différent de son cursus scolaire et de son ancien emploi. Un emploi reste acceptable, même si la rémunération de celui-ci est inférieure au salaire qui a été négocié collectivement dans la branche ou le secteur d’activités. En outre, les bénéficiaires de l’assistance chômage (AC II) se doivent de participer autant que possible aux politiques d’activation sur le marché du travail.

### Sanction en cas de non-respect des mesures
En cas de refus d’une offre d’emploi acceptable, le chômeur s’expose à une sanction qui viendra réduire son allocation. Le premier refus entraîne une baisse de l’allocation chômage de 30 % pendant 3 mois, au second refus, l’allocation est réduite de 60 % pendant 6 mois, enfin, au troisième refus, l’allocation est suspendue sur une période de trois mois.
Tout individu qui démissionne s’expose à un gel de ses aides sur une période maximale de 12 mois.
Chaque chômeur bénéficiant de l’assistance chômage (AC II) est suivi par un « interlocuteur » auquel il doit rendre des comptes. Il doit donc conclure un « accord » dont le but est la restitution des démarches de recherche d’emplois. Ainsi, toute personne qui ne respecte pas cet « accord » peut se voir retirer jusqu’à 30 % de son aide (AC II). Mais, si le non-respect de cet accord se répète dans le temps, alors le versement de l’assistance chômage peut s’arrêter.

## Loi Hartz II

### Le développement des emplois à salaires modérés
Adoptée en décembre 2002, Hartz 2 a principalement assoupli la réglementation encadrant les emplois à faibles rémunérations en abaissant les cotisations patronales et en supprimant les cotisations salariales de mini jobs. Cette réforme a permis de faciliter le développement des « mini-jobs » et des « midis jobs ».
Avant la mise en place des lois Hartz, les mini-jobs se définissaient comme des emplois ayant une rémunération peu élevée, étant donné que celle-ci ne devait pas dépasser les 350 euros. Les réformes Hartz 2 ont donc redéfini le salaire maximal des mini-jobs en le fixant à 400 euros, mais elles ont aussi élargi le cadre des mini-jobs en créant les midi-jobs. Ceux-ci sont des emplois dont le salaire n’excède pas 800 euros. Les mini-jobs ne sont pas soumis aux cotisations salariales, cependant ils restent soumis aux cotisations patronales à hauteur de 28 %.
Le plafond limite de rémunération définissant le mini-job a été à nouveau modifié par la loi votée le 25 octobre 2012 par le Bundestag et mise en vigueur le premier janvier 2013. Le salaire maximum définissant les mini-jobs a été rehaussé à 450 euros au lieu des 400 initialement. Il en va de même pour les midi-jobs qui ont ainsi vu leur plafond limite passer de 800  à   850 euros.
Promouvoir les contrats à salaires modérés permet de lutter contre le travail au noir. En effet, on estime que le travail dissimulé en Allemagne, représente 400 milliards d’euros. Les mini-jober sont principalement des personnes qui désirent un revenu complémentaire. Ainsi, les mini-jober se composent en grande partie d’étudiants, de femmes et de retraités.
On estime à 7,29 millions le nombre de « mini-jober » et à 4,76 millions le nombre d’individus n’ayant que le mini-job comme source de revenus salariés (revenus qui peuvent venir en complément de l’allocation chômage).

### Le Job-Floater
Cette mesure a pour but d’encourager l’emploi ainsi que de soutenir l’investissement des entreprises. Elle constitue un prêt à faible taux d’intérêts à destination des employeurs, puisqu’en cas d’embauche, ceux-ci peuvent bénéficier d’un crédit à un taux avantageux. Ce dispositif est censé inciter les entreprises à embaucher en leur apportant une « aide » à l’investissement. Les job Floater peuvent permettre un crédit de 100 000 euros pour tout nouveau contrat de « longue durée » qui est signé.

### Entreprise unipersonnelle «Ich-AG»
« Ich-AG », qui se traduit en français par « autoentrepreneur » est une mesure qui a pour but d’inciter les chômeurs à retrouver une activité de type indépendante en leur accordant des aides et une subvention au démarrage de l’activité de leur entreprise. Toute personne qui peut percevoir l’allocation chômage (AC I) et dont le revenu est inférieur à 25 000 euros par an, peut percevoir sur une période de trois ans, les subventions de l’assurance chômage de l’agence fédérale pour l’emploi, bien que cette aide baisse progressivement. Celle-ci, atteignant 600 euros par mois pour la première année d’activité et 240 euros par mois au cours de la troisième année. Il est important de noter que cette aide n’est absolument pas liée aux cotisations du système de sécurité sociale.
La subvention n’est versée que lors de la création d’une entreprise individuelle, celle-ci pouvant être génératrice d’emplois, notamment avec l’embauche des différents membres d’une même famille.
Avant la mise en place des lois Hartz, il existait une mesure similaire à « Ich-AG », appelée «Überbrückungsgeld » ou en français, allocation de transition. C’était une aide d’un montant quasiment égal à celle de l’allocation, (avant que l’individu ne suive ce programme), que le bénéficiaire pouvait alors percevoir pendant six mois.
Ces deux programmes d’aides étant très similaires ont fusionné en 2006 pour donner naissance à une mesure poussant à la création de nouvelles entreprises appelées « Gründungszuschuss ». Cette aide peut désormais être versée sur une durée maximale de 15 mois, toutefois, celle-ci reste dégressive. Elle correspond au montant de l’allocation chômage les 9 premiers mois (plus 300 euros destinés aux cotisations du système de sécurité sociale). Une fois les 9 premiers mois passés, l’aide ne correspond plus qu’aux 300 euros de cotisation sociale.
Les populations pouvant être touchées par cette mesure sont les bénéficiaires de l’allocation chômage, mais également une partie de ceux percevant l’assistance chômage (ceux qui peuvent percevoir l’allocation de reprise d’activité).

## Loi Hartz III
Hartz 3 a été mise en application dès le 1er janvier 2004, cet ensemble de mesures a principalement porté sur la réorganisation de l’agence responsable des chômeurs en Allemagne, anciennement nommée l’Office Fédéral du Travail (Bundesanstalt für Arbeit) et devenue par la suite, l’Agence Fédérale pour l’Emploi (AFE). Il a donc été mis en place un ensemble de mesures incitatives et des mesures de contrôle pour augmenter l’efficacité des services pour l’emploi.
Le scandale concernant la falsification des données du chômage par l’Office fédéral du travail (OFT) a soutenu la critique du manque de transparence dans la gestion de l'OFT, mais également celle d’une mauvaise gestion. Cela a donc contribué à faire s’accorder l’ensemble des acteurs économiques sur une révision complète du fonctionnement d’un tel système.
Le but de la réorganisation a été de modifier la conduite de l’OFT qui était jusqu’alors uniquement fédérale. Cette réorganisation s’est faite jusqu’à la structure même des locaux, le siège étant en effet « reconstruit » à Nuremberg. Par ailleurs, le but était de mettre fin aux 16 agences régionales pour l’emploi (die Landesarbeitsämter), ainsi qu’à toutes les structures intermédiaires qui avaient pour fonction le placement de chômeurs sur le plan local (les job-centers). Ainsi, les job-centers sont passés sous le contrôle de l’AFE. Selon la loi, les salariés qui composent ces agences doivent être des salariés de droit « privé » et non des fonctionnaires.
Depuis la mise en place de Hartz 3, les objectifs des agences locales pour l’emploi sont fixés et contrôlés par le siège. Ce contrôle, va par la suite, permettre de mesurer l’efficacité des différentes « agences de placement des chômeurs ».
Un système d’incitation récompensant la performance a été mis en place. En effet, les agences qui travaillent en collaboration avec l’AFE peuvent bénéficier de primes pour chaque placement de chômeur réussi.
L’AFE a aussi connu une réorganisation de sa structure de direction plus hétérogène, avec un conseil d’administration composé de toutes « les parties prenantes ».
Dans le but d’améliorer l’efficacité du placement des chômeurs, plusieurs mesures de contrôle ont été prises afin que les agences travaillent avec les mêmes critères de rentabilité comme le ferait une entreprise. Ces mesures sont : un indicateur de résultats des placements, un indicateur synthétique de l’utilisation des ressources et un indicateur concernant la performance des salariés. Toutes ces mesures permettent à chaque directeur d’agence de mettre en relief sa performance en termes de chômeur classé, mais également la qualité de sa gestion managériale et enfin, une approximation de la productivité de ses salariés.

## Loi Hartz IV

### Avant Hartz 4
Avant la mise en application de Hartz 4, il existait deux types « d’allocations proportionnelles de chômage » et également un autre type d’aide pour les individus ayant épuisé leurs droits, c’est l’aide sociale forfaitaire « Sozialhilfe ».

#### L’allocation chômage, «Arbeitslosengeld»
Celle-ci était versée par l’agence fédérale pour l’emploi sur une durée variant de 12 à 32 mois en fonction de l’âge des individus et de la durée de leurs cotisations. Le montant de l’allocation se faisait en proportion des revenus antérieurs des individus. Le taux de remplacement de base permis par cette allocation était de 60 %, c’est-à-dire qu’un individu sans enfant à charge, percevait jusqu’à 60 % de son ancien salaire. De plus, depuis 1994, ce taux de remplacement pouvait atteindre 67 % pour les individus n’étant pas dans le cas précédent. À cela pouvait s’ajouter un revenu supplémentaire lié au travail, celui-ci ne devant pas excéder quinze heures par semaine et s’élevait au maximum jusqu’à 20 % de l’allocation chômage. Si le montant du salaire perçu par l’individu dépassait ce seuil, alors tout revenu supplémentaire venait baisser proportionnellement l’indemnité.
Le financement de cette allocation était basé sur des cotisations sur salaires. Le taux de cotisation était de 6,5 % du salaire brut, celui-ci prenant en compte un plafond du « revenu ajusté » redéfini chaque année. Cette cotisation était pour une partie payée par les cotisations salariales et pour une autre partie payée par les cotisations patronales.

#### L’assistance chômage, «Arbeitslosenhilfe»
Cette aide était à destination des individus qui avaient épuisé leurs droits à l’allocation chômage. Elle était financée par l’État, et donc grâce aux recettes fiscales. La gestion et le versement de celle-ci étaient assurés par l’agence fédérale pour l’emploi. Si le revenu de l’individu concerné n’excédait pas un certain niveau, alors le montant de cette assistance s’établissait proportionnellement aux revenus passés de cet individu. Pour un individu sans enfant à charge, le taux de remplacement s’établissait à 53 %, tandis qu’il était de 57 % dans le cas contraire. De plus, si le montant de l’assistance chômage que pouvait percevoir le bénéficiaire était inférieur à l’aide sociale forfaitaire, alors le bénéficiaire recevait en plus de l’assistance chômage, la différence entre ces deux aides (aide sociale complémentaire) par le bureau de la sécurité sociale (Sozialamt). Comme dans le cas de l’allocation chômage, il était possible de cumuler cette aide avec un revenu issu du travail s’élevant au maximum à 20 % de l’assistance chômage sous condition que celui-ci n’excède pas plus de 15h par semaine. Théoriquement, cette assistance chômage pouvait être versée jusqu’à ce que le bénéficiaire ait atteint l’âge de la retraite.

#### L’aide sociale forfaitaire «Sozialhilfe»
Cette aide existe depuis 1962, elle s’adressait aux individus qui n’avaient pas le droit de recevoir les allocations chômage et était administrée par les collectivités locales, qui finançaient cette aide par les recettes fiscales. Celle-ci était à hauteur de 296 euros par mois en Allemagne de l’Ouest et de 283 euros en Allemagne de l’Est. N’ayant pas de « limite de temps », les ayants droit pouvaient bénéficier de cette aide sur une période illimitée. De plus, il était là aussi possible de cumuler ce revenu avec un revenu lié au travail si celui-ci n’excédait pas 50 % de l’aide. Dans le cas contraire, tout revenu supplémentaire vient diminuer proportionnellement le montant de l’aide.
Cependant, à la différence du système d’assurance chômage, les bénéficiaires de l’aide sociale n’étaient pas couverts par une assurance soumise au système de sécurité sociale. De la même façon, ils ne pouvaient pas bénéficier des mesures d’interventions actives  sur le marché du travail (politiques mises en place sur le marché du travail pour aider les demandeurs d’emploi à retrouver un emploi).

#### Les critiques
La principale critique qui est faite à l’ancien système porte principalement sur son coût vis-à-vis de son caractère peu incitatif au retour à l’emploi. Ce manque d’incitation était dû au faible écart de rémunération entre les revenus potentiels liés à un nouvel emploi et le revenu tiré de l’aide minimum perçue par le bénéficiaire. Certains individus pouvaient toucher le même revenu, qu’ils travaillent ou non, ce qui bien sûr n’incitait aucunement à travailler. La complexité du système est aussi critiquée. La coexistence de trois types d’assistance gérés au niveau fédéral et au niveau local pouvait perturber le fonctionnement du système.
Une autre critique soulevée concerne la trop forte imposition due au seuil de revenu autorisé. Tout bénéficiaire des aides se voyait retirer proportionnellement une partie de celles-ci, si son salaire dépassait un certain seuil fixé par la loi. Ce seuil étant bas, il était rapidement « dépassable ». La volonté du gouvernement en place a donc été de réduire « en nombre et en taille » les allocations et de mettre en place un même guichet pour tous les individus à la recherche d’un emploi.
Dans un rapport publié en 2012, l'Organisation internationale du travail estime que les réformes engagées par le gouvernement Schröder constituent « la cause structurelle » de la crise de la zone euro.

### Après Hartz 4

#### Réduction des indemnités chômage
L’assistance chômage II (Arbeitslosengeld II) est entrée en vigueur le premier janvier 2005. Elle est née de la fusion de l’assistance chômage et de l’aide sociale. Cette assistance est administrée par des administrations, à la fois par les agences pour l’emploi mais aussi par les communes. Contrairement au système précédent, les conditions pour pouvoir prétendre à cette aide dépendent maintenant de la capacité à travailler de l’individu et de son « dénuement », et non plus des cotisations au système de sécurité sociale comme c’était le cas dans le système précédent. Le dénuement définit l’état de manque d’un individu dans le besoin. Est considéré comme tel, celui qui est dans l’incapacité de répondre à ses propres besoins comme à ceux des personnes dont il a la charge.
Pour bénéficier de cette aide, les individus doivent être dans le besoin, ils doivent avoir plus de 15 ans, mais leur âge ne doit pas dépasser celui de la retraite. Enfin, ils doivent être dans la capacité de travailler au moins trois heures par jour.
Fin 2016, le filet Hartz IV englobait près de six millions de personnes, dont 2,6 millions de chômeurs officiels, 1,7 million de non-officiels sortis des statistiques par la trappe des « dispositifs d'activation » (formations, «coaching», jobs à un euro, minijobs, etc.) et 1,6 million d'enfants allocataires.

#### Un durcissement des conditions d’indemnisation
Ceux qui ne peuvent pas bénéficier de l’aide, sont les personnes qui ont dépassé l’âge limite (âge de la retraite), les demandeurs d’asile, les individus qui ont une formation en cours mais également les individus qui perçoivent une aide différente de AC II.
Depuis 2005, l’allocation chômage II est versée mensuellement « sous conditions de ressources », par les agences locales pour l’emploi. Le montant de base de cette indemnité est fixé à 345 €. Il s’ajoute à ce paiement forfaitaire, des aides versées par les municipalités pour couvrir les frais liés au logement et au chauffage ainsi que d’autres dépenses spécifiques régulières.
L’ensemble des bénéficiaires de cette mesure bénéficient de la couverture de l’assurance maladie et de l’assurance retraite et dépendance.
Globalement, Hartz 4 n’a pas changé la structure des institutions en ce qui concerne le système de l’allocation chômage (AC I), cependant la durée d’indemnisation s’est réduite, passant de 18 mois sous l’ancien système à 12 mois. Les individus âgés de plus de 55 ans et bénéficiant d’une période d’indemnisation un peu plus longue, ont eux aussi vu cette période réduire de 32 à 18 mois. En outre, depuis le premier janvier 2008, la période maximale d’indemnisation pour les chômeurs de plus de 58 ans est de 24 mois. Les règles concernant les périodes de cotisations se sont elles aussi durcies. Ainsi, pour pouvoir prétendre aux allocations chômage, les individus doivent cotiser au minimum 12 mois sur les 24 derniers mois.
Le montant de base l’allocation chômage II a été augmenté plusieurs fois — à 399 € en 2015 (plus l'équivalent en aide au logement et frais de chauffage).

#### Licenciement
Le licenciement en Allemagne a été assoupli par les réformes Hartz, à l'issue desquelles la protection légale s'applique à partir de 10 salariés et non plus cinq. Par ailleurs, l'employeur doit toujours tenir compte du « point de vue social » dans le choix des licenciés mais les réformes Hartz ont institué quatre critères (ancienneté dans l’entreprise, âge, situation familiale et handicap), là où les employeurs dénonçaient auparavant une jurisprudence trop imprévisible.

## Effets
À l'issue des réformes Hartz, le taux de chômage en Allemagne s'est écroulé passant de 12 % en 2005 à 7 % en 2010 puis 5 % en 2015 et près de 3 % en 2019,. Le taux d'activité est lui passé de 76,0 % à 84,4 % entre 2003 et 2019 (en comparaison, en France, ce taux est passé de 77,1 % à 79,3 % sur la même période). Plusieurs travaux scientifiques ont démontré que la diminution du chômage en Allemagne était directement attribuable aux réformes Hartz (en particulier Hartz IV),,,,,,.
Toutefois, le développement de ces emplois à bas salaire a également provoqué une nette augmentation du taux de pauvreté en Allemagne, qui passe de 12,2% en 2005 à 15,2% en 2007, avant la crise, alors que la croissance était forte.

## Intervention des médias
La Fondation Bertelsmann, financée par le puissant groupe médiatique Bertelsmann, contribue fortement à influer en faveur des réformes Hartz. Elle finance des expertises et des conférences, diffuse des argumentaires auprès des journalistes et met en place des réseaux de « bonnes volontés ». Pour l'universitaire Helga Spindler : « Sans le travail de préparation, d’accompagnement et d’après-vente déployé à tous les niveaux par la Fondation Bertelsmann, les propositions de la commission Hartz et leur traduction législative n’auraient jamais pu voir le jour ».
À la suite d'une préface du ministre Wolfgang Clement (SPD), dans une brochure du ministère de l'économie, où il est question de « parasitisme social », la presse à scandale, type Bild, s'est mise à utiliser l'expression « parasite Hartz IV » pour dénoncer les allocataires.

## Perception en France
(avril 2023).
En 2014, Peter Hartz est l'invité d'honneur du 1er Sommet de l'Economie organisé par Challenges et Osons la France. Hartz y déclare que ses réformes sont « transposables à tout le continent [européen] ». Il propose également d’accompagner les chômeurs de longue durée et les jeunes, en organisant un système où sont identifiés précisément sur le continent européen les compétences de chacun, ainsi que les bassins d’emplois où existent des besoins de main d’œuvre. Hartz estime aussi que la semaine des 35 heures est un concept dépassé.
L'iFRAP, un think-tank, recommande, dans une note de 2014, à François Hollande, au Gouvernement et aux syndicats français, de s'inspirer des réformes Hartz.
Un rapport du Sénat, daté d'octobre 2016, loue les qualités des réformes Hartz et estime que la France devrait s'en inspirer afin de combattre le chômage.
Pour le journal Les Echos, la réforme Hartz IV est la « clef du miracle économique allemand ». Pour La Tribune, la France « devrait imiter l'Allemagne » pour faire baisser le chômage. Dans le Financial Times, pour l'économiste Georges de Ménil (en), docteur du MIT et enseignant chercheur à l'EHESS, la France devrait s'inspirer du marché du travail allemand et des réformes Hartz.
Les gouvernements de François Hollande et d’Emmanuel Macron s'en inspirent dans leurs réformes de la loi travail de 2016 et de 2017,.